# Letis cortex
Letis cortex är en fjärilsart som beskrevs av Achille Guenée 1852. Letis cortex ingår i släktet Letis och familjen nattflyn. Inga underarter finns listade i Catalogue of Life.